# 조너선 셱
조너선 셱(Johnathon Schaech, 1969년 12월 7일 ~ )은 미국의 배우이다.

## 출연 작품
- 더 나이트 클럭 (2020)
- 크리미널 체이스 (2018)
- 시체들의 새벽: 컨테이젼 (2018)
- 자칼 (2017)
- 아스널: 리로디드 (2017)
- 신시내티 잡 (2016)
- 바이스: 범죄도시 (2015)
- 더 프린스 (2014)
- 플라이트 7500 (2014)
- 더 컬링 (2014)
- 헤라클레스: 레전드 비긴즈 (2014) - 타렉 역
- 다크 서클스 (2013)
- 브레이킹 (2013)
- 팬텀: 라스트 커맨더 (2013)
- 히든 문 (2012)
- 크롬스컬 : 레이드 투 레스트 2 (2011)
- 5 데이즈 오브 워 (2011)
- 테이커스 (2010)
- 레이드 투 레스트 (2009)
- 피어 잇셀프 (2008)
- 섹스 앤 라이즈 인 신 시티 (2008)
- 포커 클럽 (2008)
- 쿼런틴 (2008)
- 프롬 나이트 (2008)
- 리빙 헬 (2008)
- 마스터즈 오브 호러 시즌 2 에피소드 10 - 광신도들 (2007)
- 엔젤 폴 (2007)
- 로드 하우스 2 - 라스트 콜 (2006)
- 리틀 체니어 (2006)
- 씨 오브 드림스 (2005)
- 8미리 2 (2005)
- 유다 (2004)
- 더 스케어 홀 (2004)
- 키스 더 브라이드 (2002)
- 블러드 크라임 (2002)
- 사막의 뱀파이어 (2001)
- 이프 유 온리 뉴 (2000)
- 이웃집 개 죽이는 법 (2000)
- 애프터 섹스 (2000)
- 기빙 트리 (1999)
- 키싱 투나잇 (1999)
- 카라카라 (1999)
- 후디니 (1998)
- 블러드 라인 (1998)
- 웰컴 투 우프 우프 (1997)
- 프라이버시 (1996)
- 댓 씽 유 두 (1996)
- 야성녀 아이비 2 (1996)
- 둠 제너레이션 (1995)
- 아메리칸 퀼트 (1995)
- 스패로우 (1993)